# Nokia 1208
Il Nokia 1208 è un telefonino prodotto dall'azienda finlandese Nokia.

## Caratteristiche
- Massa: 77 g
- Dimensioni: 102 × 44 × 18 mm
- Risoluzione display: 96 × 68 pixel a 65 536 colori
- Dimensioni schermo: 29 × 23 mm
- Durata batteria in chiamata: 7 ore
- Durata batteria in standby: 365 ore (15 giorni)
- Memoria: 4 MB
- Batteria: batteria Li-ion da 700 mAh modello BL-5CA